# Гондиус, Вильгельм
Вильгельм Гондиус или Виллем Хондиус или Виллем Хондт (лат. Gviliemvs Hondivs; Гаага; ок. 1598—1652 или 1658, Данциг) — фламандский картограф, гравёр и художник.

## Биография
Вильгельм был одним из семи детей Гендирка Гондиуса Старшего и Сары Яандохтер. Его отец был одним из известнейших фламандских издателей начала XVII века. Возможна родственная связь с известным семейством фламандских картографов из Амстердама Гондиусами, однако такая связь пока ничем не подтверждена. Возможно, Вильгельм был внуком известного издателя Юдокуса Гондиуса.
Учителем Вильгельма был его отец, из мастерской которого вышло немало известных гравёров. О способностях Вильгельма свидетельствует тот факт, что он был среди мастеров, приглашенных Ван Дейком для работы над задуманной им портретной галереей знаменитых современников. «Иконография», содержащая 80 портретов правителей и государственных деятелей, поэтов и ученых, художников и меценатов, была выпущена антверпенским издателем Мартином ван ден Энде, тестем Вильгельма. Вероятно, именно тогда же был сделан Ван Дейком портрет Гондиуса, позже самим Гондиусом награвированный.
Среди работ Гондиуса был портрет молодого польского вельможи Яна Радзивилла, будущего великого гетмана литовского, а в то время чрезвычайного посла, известившего Англию и Нидерланды об избрании нового польского короля Владислава IV. Возможно, именно рекомендация Радзивилла и привела позже Гондиуса в Данциг для исполнения заказа короля Владислава — гравирования плана осады Смоленска во время Смоленской войны 1632—1634 годов.
В 1636 году Вильгельм посетил Данциг в Речи Посполитой, а в 1641 году в поисках лучшей жизни переехал туда из Гааги. Вильгельму оказывал поддержку двор короля Владислава IV Вазы. К портретным работам прибавилось привычное для семейной традиции гравирование карт.
Король Владислав повелел изобразить успешный смоленский эпизод всей компании. Гондиус приехал в Данциг уже после происходивших событий и хотя обычно редко прибегал к чужим образцам и работал преимущественно по собственным рисункам, должен был воспользоваться эскизами картографа Иоганна Плейтнера и описанием событий, произведенными королевским секретарём и историографом, силезским поэтом Мартином Опицем. В 1636 году был готов огромный план, гравированный на 16 досках, где воспроизводился весь ход осады, отдельные стычки и сражения, портреты участников действия, прежде всего самого короля.
В Данциге Гондиус работал для двух королей — Владислава IV и Яна-Казимира, получил титул придворного гравера и связанные с ним привилегии. Он делал многочисленные портреты — королей, магнатов, воевод, канцлеров, бургомистров, горожан, ученых. Сотрудничал с известным астрономом Яном Гевелием и выполнил несколько таблиц для его звездного каталога. Кроме планов Смоленска, им выгравированы также карта Полесья, составленная богословом Даниилом Цвиккером, планы соляных копей в Величке, украшенные множеством бытовых сцен. Гондиус награвировал карту Украины на восьми листах, автором которой был королевский картограф и фортификатор Гийом Боплан. Боплан договорился об этой работе с Гондиусом на обратном пути с Украины домой в конце марта 1647 года. Генеральная карта Украины без изображения Крымского полуострова была издана в 1648 году.
Гондиус умер в Данциге, за работой над большой картой Польши («Theatrum Poloniae») с изображением редких растений и животных. После 1652 года никаких сведений о нём больше не встречается, хотя возможно, что он прожил до 1658 года.

## Галерея

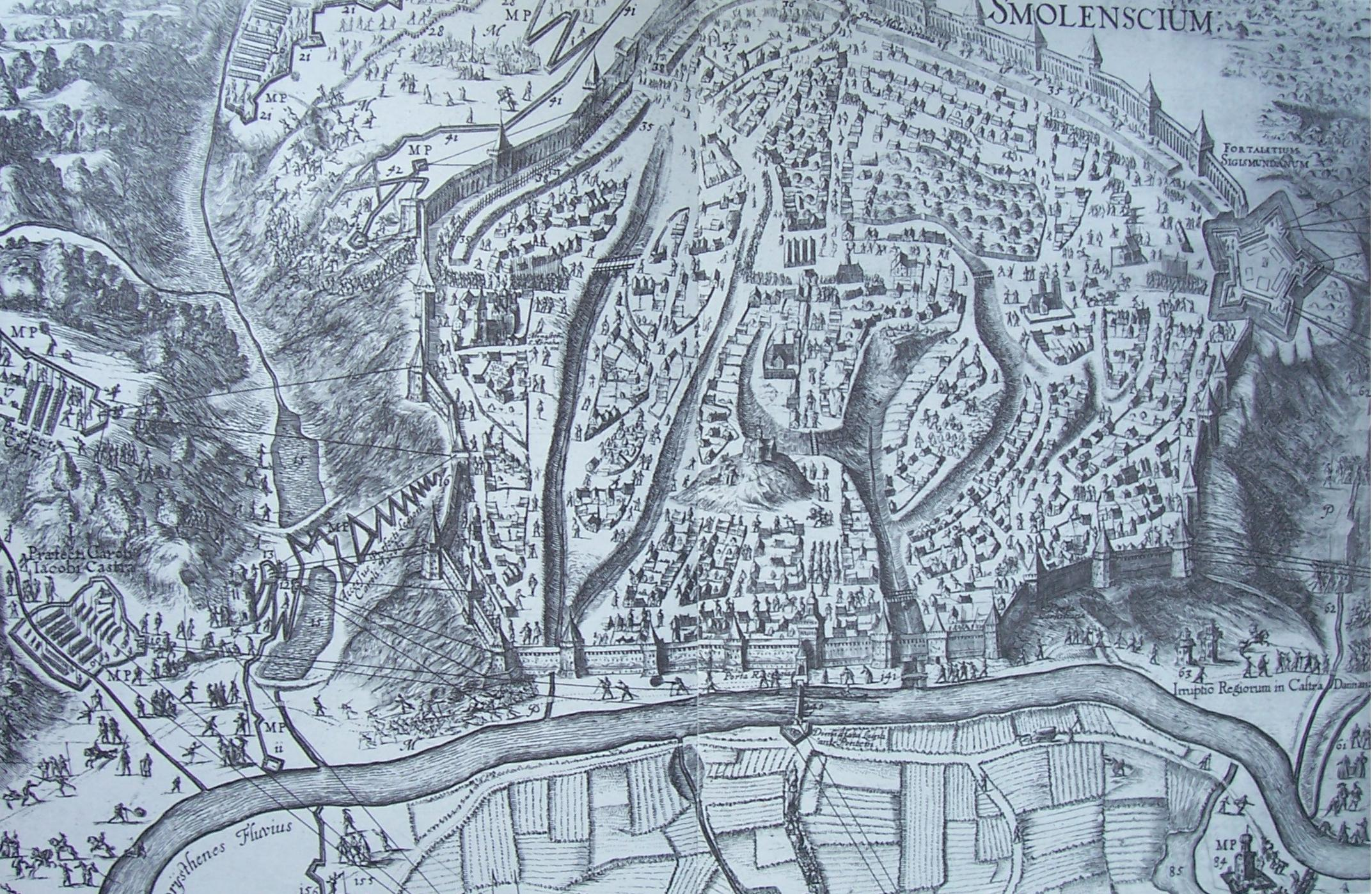
Фрагмент гравюры «План осады Смоленска», Данциг, 1636
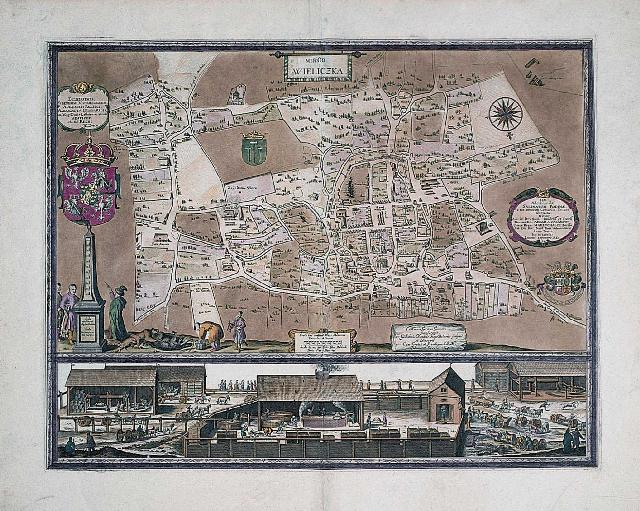
Гравюра на медной пластине «План соляных копей в Величке, 1645»
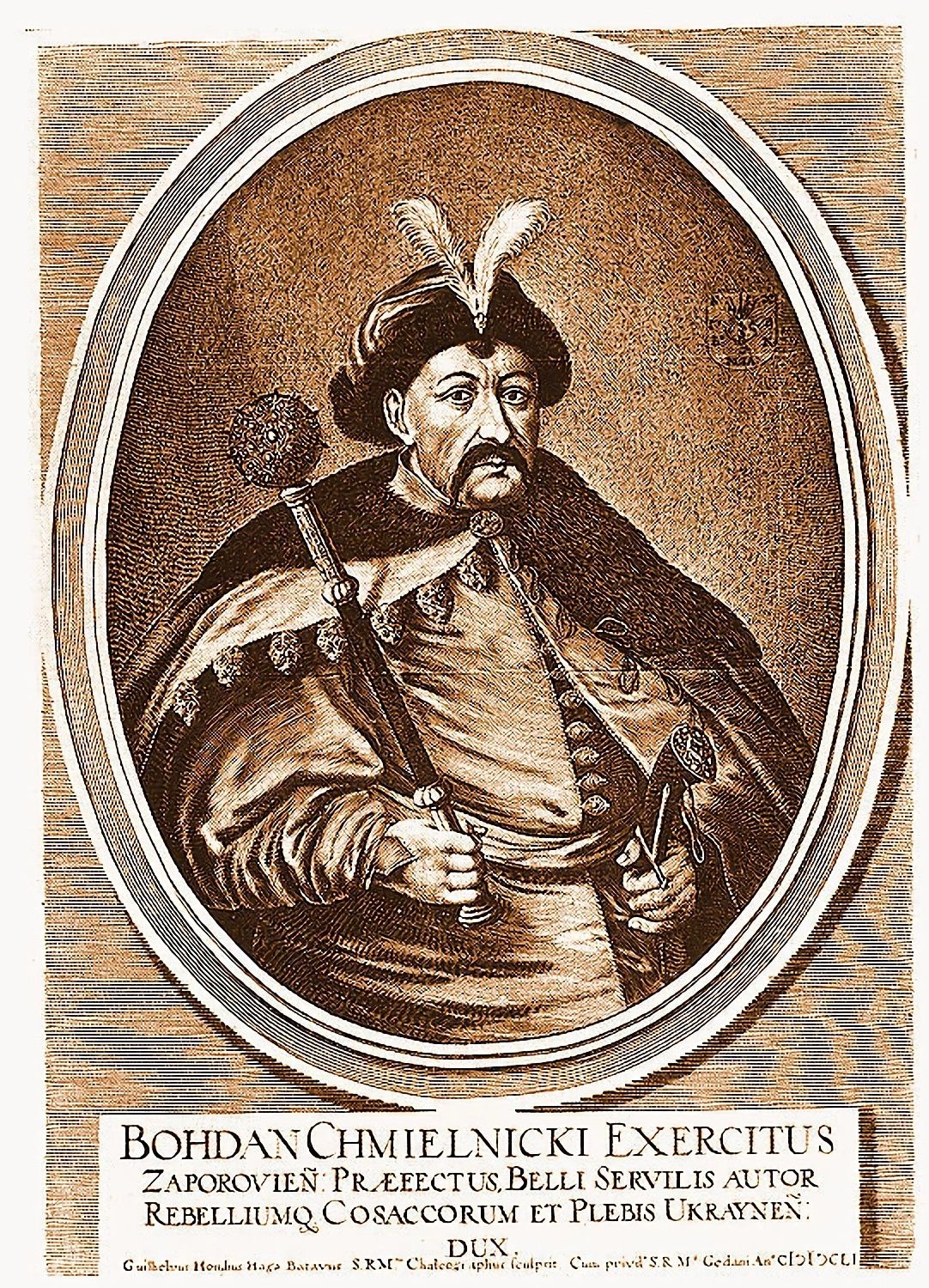
Портрет Богдана Хмельницкого»
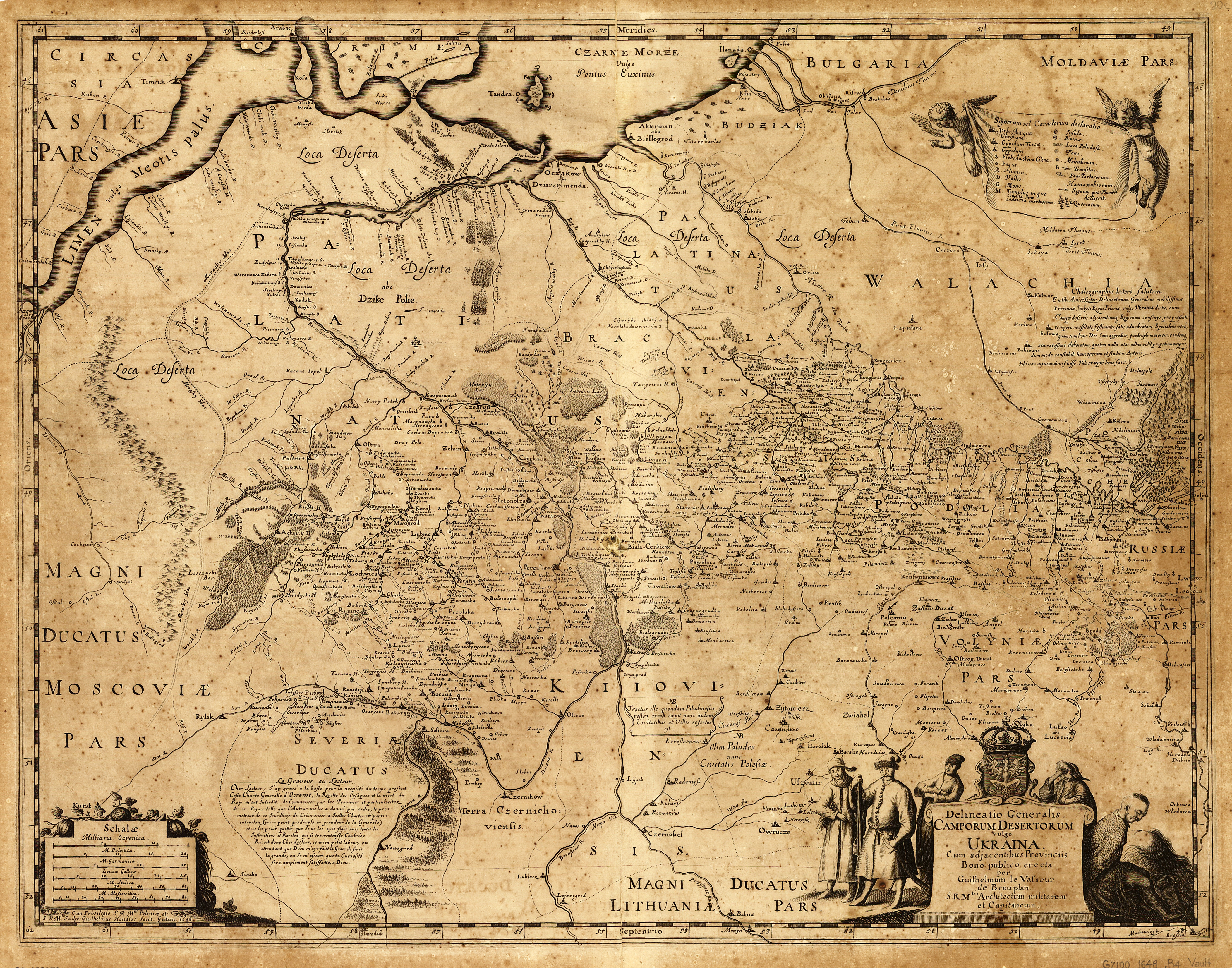
Генеральная карта Украины по описаниям Боплана («Delineatio Generalis Camporum Desertorum vulgo Ukraina, Cum adjacentibus Provinciis»), 1648